# جوي استيفيز
جوي استيفيز (بالإنجليزية: Joe Estevez)‏ هو مخرج وممثل أمريكي، ولد في 13 فبراير 1946 بدايتون في الولايات المتحدة.

## وصلات خارجية
- جوي استيفيز على موقع IMDb (الإنجليزية)
- جوي استيفيز على موقع ألو سيني (الفرنسية)
- جوي استيفيز على موقع أول موفي (الإنجليزية)
- جوي استيفيز على موقع قاعدة بيانات الأفلام السويدية (السويدية)
- جوي استيفيز على موقع قاعدة بيانات الفيلم (الإنجليزية)
- جوي استيفيز على موقع كينوبويسك (الروسية)